# 台鐵LDR2200型柴油客車
LDR2200型柴油客車是臺灣鐵路管理局營運的柴油客車之一，行駛於762mm軌距時代的臺東線，亦為臺鐵舊台東線的第四代動力客車。

## 概要
日治時代，當時臺東線無論路線長度與運量皆不若縱貫線，屬於車輛數原本就不多的輕便鐵道，再經第二次世界大戰的轟炸下，戰後可用的車輛已屈指可數，又因世界各國皆受戰爭牽連使物資相當匱乏，所以只能由鐵路從業人員竭盡所能、胼手胝足，在有限的資源下將戰損車輛修復，甚至自製車輛，以加強戰後運輸與經濟發展。
LDR2200型因此應運而生，此型車為當時的臺灣鐵路管理局花蓮辦事處委託臺北機廠將車體打造完成，並運送至花蓮修理廠安裝引擎後於1957年出廠運轉，此車共有4輛，編為LDR2201－LDR2204:286。運用至1982年臺東線1,067mm軌距鐵軌鋪設後，LDR2200型便報廢除籍不再使用，其中LDR2202最早被解體、LDR2201贈予澎湖縣政府、LDR2204留置舊花蓮機務段車庫，唯獨LDR2203由花蓮修理廠將轉向架改為1,067mm軌距，並作為廠內調度用車輛，而編號則改為DR2000，但是並未編入臺鐵車籍中，後來這輛DR2000於花蓮修理廠改為花蓮機廠，並於1996年搬遷至現址後，被售予民間廢鐵商而解體消失:288，現今尚保存LDR2201與LDR2204兩輛。

## 特色
本型車的車體兩側門窗皆參考自縱貫線所使用的汽油車打造:287，反而與臺東線使用的汽油車不同，不過駕駛端的端面並非仿造汽油車，而是參考俗稱湘南電車的日本國鐵80系電車打造而成:114，頭燈也使用一盞大燈（後來改為兩盞小燈），使得LDR2200型雖為臺灣生產，但外觀仍保有日本製車輛的風格，廁所端的端面則與其他柴油客車無異，皆為中間貫通門與左右各一扇窗戶。
此外，本型車出廠時採用了顯眼的黃色作為塗裝，加上乘客以上下學學生通勤為主，故有「黃皮仔車」與「學生仔車」的俗稱。

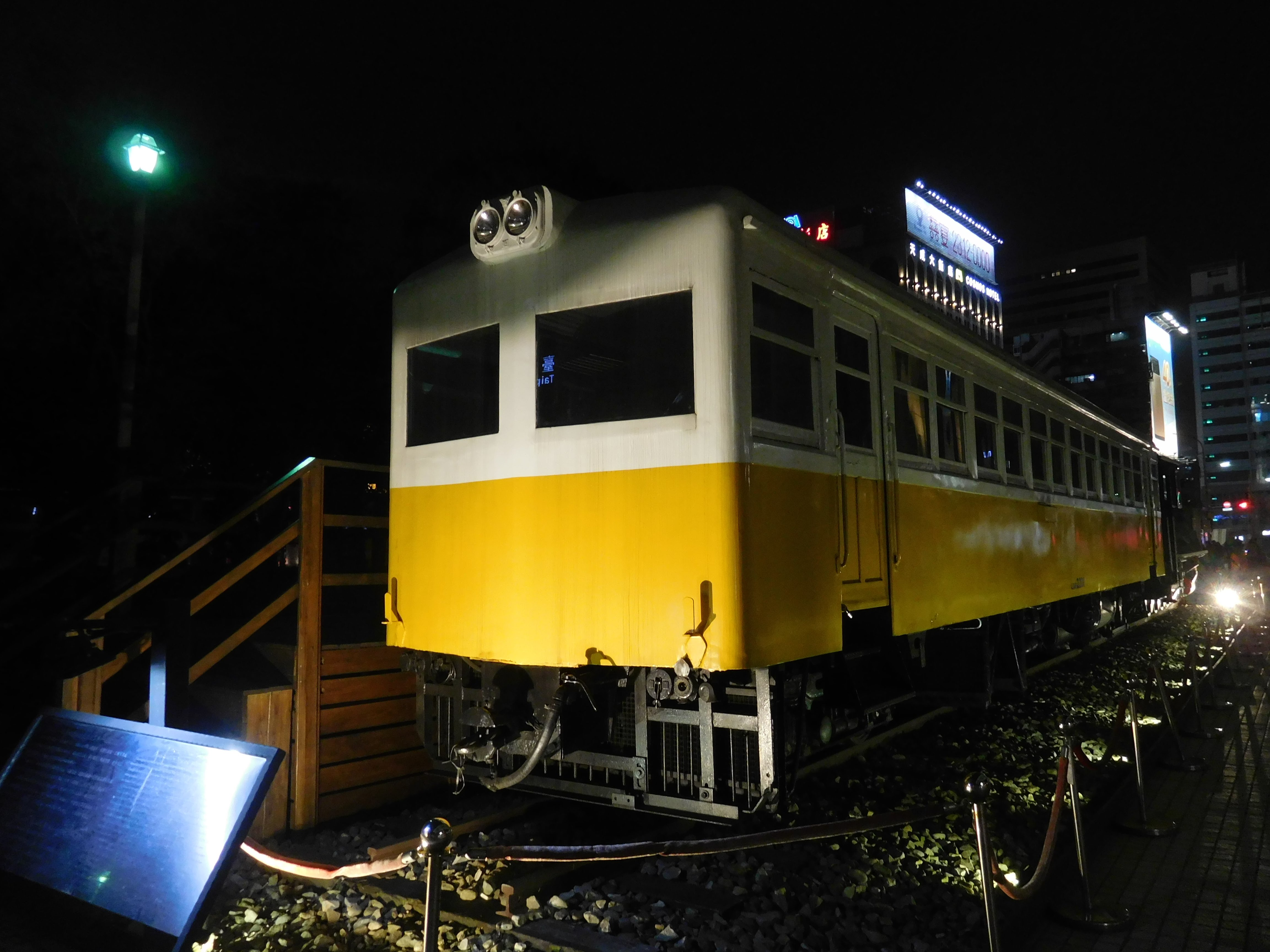
臺鐵LDR2200型
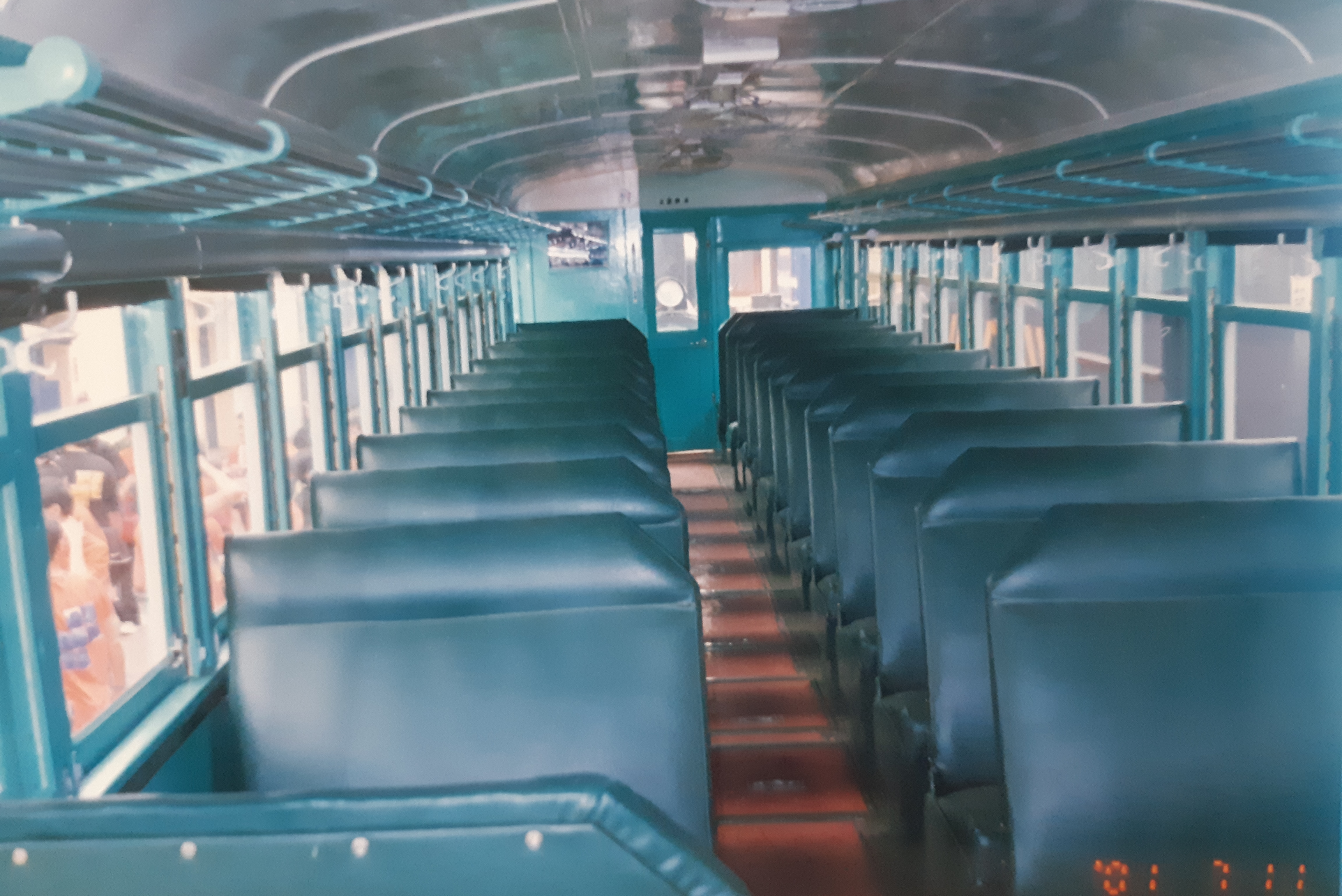
LDR2204號內裝
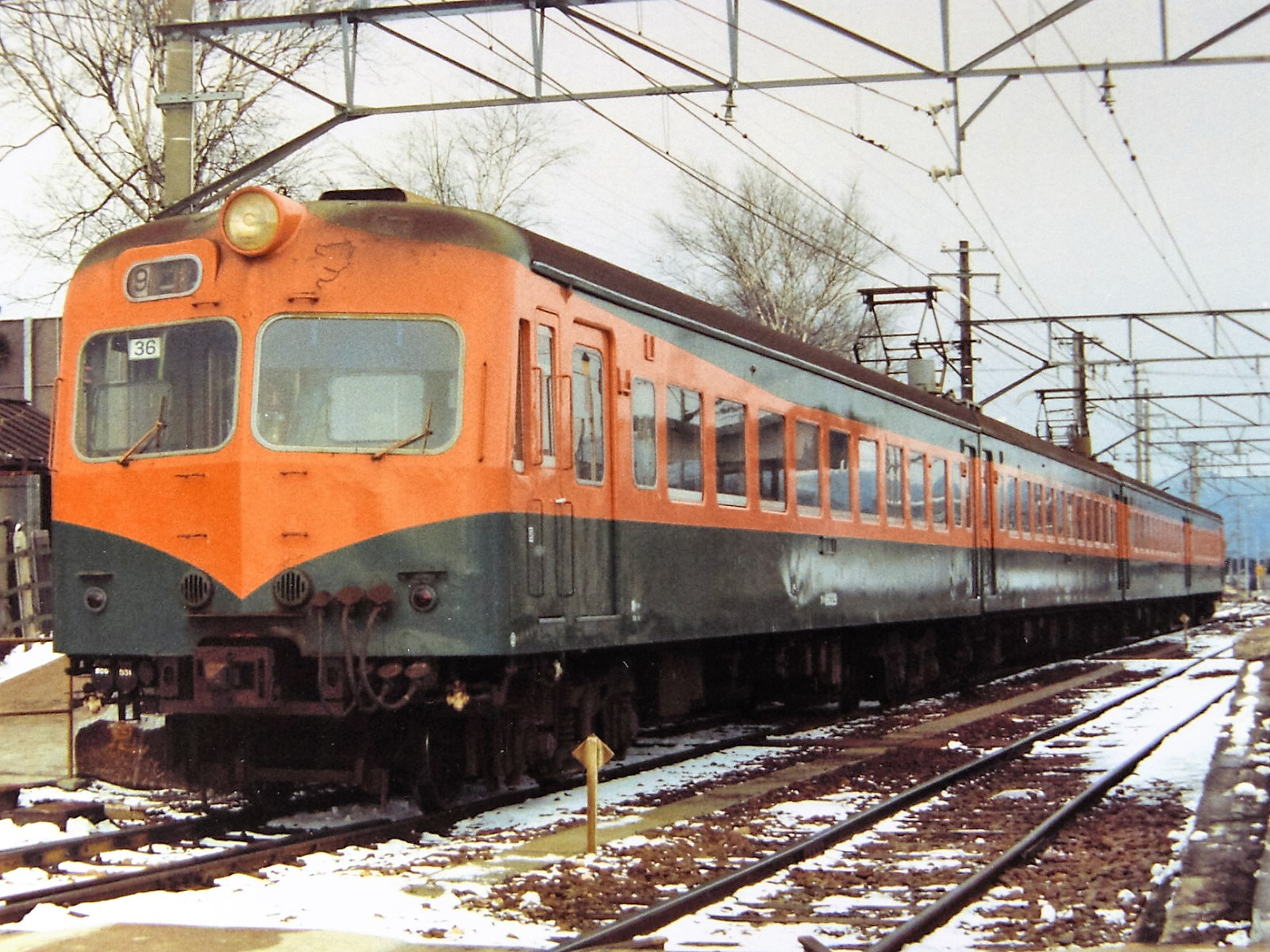
日本國鐵80系
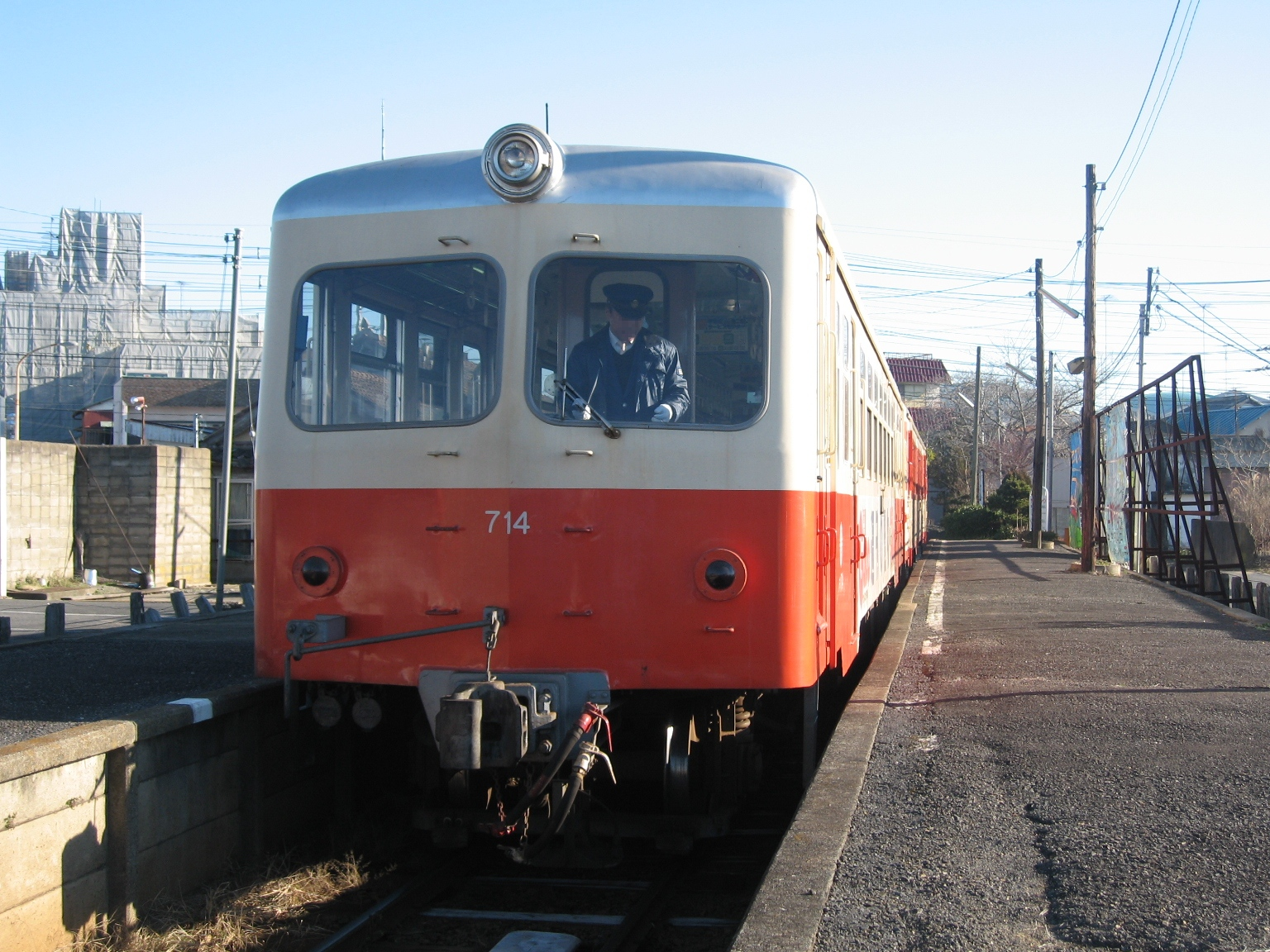
同樣參考80系打造的鹿島鐵道（日语：鹿島鉄道線）Kiha714號

## 現存車輛
- LDR2201：報廢後贈予澎湖縣政府，並於1985年9月在花蓮港裝船運往澎湖縣馬公市的文化中心展示[3]:117，後來LDR2201因損毀嚴重而由臺鐵索回，於1999年10月運抵安平港後再運往臺北機廠整修[6]:208，修復後運至苗栗鐵道文物展示館靜態保存，後來因2011年的火車載阮向前行─台鐵百年文物特展而移置臺北車站東側與LDK58一同展示[7]。

- LDR2204：報廢後原計畫成為鐵道博物館保存車而留置舊花蓮機務段車庫，不過因此計畫取消而形同棄置，至1999年才由臺鐵運至新竹檢車分段整修，整修時為了回復至可運轉狀態，特別將已報廢的DR2301引擎安裝至LDR2204上，駕駛臺也重新打造，不過整修完後僅靜態保存至花蓮車站旁，後來為了配合LDK59復駛，於2010年將LDR2204交由民間廠商整修，成為唯一復駛的LDR2200型[1]:288，原保存於花蓮車站後站[8]。修復後移至臺北車站東三門外與LTPS1102木造臥車一同靜態展示。

## 外部連結
- 後山鐵道風華 文化資產數位博物館
- 臺北車站前的LDR2200型柴油客車 （页面存档备份，存于）